# Гербер (праздник)
Гербе́р (от удм. геры — «плуг», «соха» и бере — «сзади», «после») — национальный праздник удмуртов.

## История
До революции праздновался обычно весной (после окончания сева) или летом (перед началом сенокоса). У южных удмуртов известен также под названием гыро́н быдто́н (букв. «окончание пахоты»).
Под влиянием христианского календаря стал называться Петровым днём. Гербер считают последним праздником земли, завершающим период летнего солнцестояния и являющимся точкой отсчёта нового (осеннего) периода. Гербер — своеобразный реликт древнего деления календарного цикла на два полугодия. Противопоставление весеннего и осеннего цикла отмечено и молением в двух противоположных по знаку сакральных пространствах, священных местах: семейно-родовое святилище (куала) посещают во время празднования весеннего обряда Акашка; луд — на исходе лета, в предосенний праздник Гербер. После возвращения жрецов из луда в деревне начиналось гостевание, длившееся до обеда, затем все выходили на сенокос. Гербер исторически считали праздником свадеб. В первый день сенокоса устраивали обряд купания (сялтым) для вышедших в этом году замуж девушек.

### История празднований в Удмуртии
С 1992 года отмечается в Удмуртии как общереспубликанский праздник.
Республиканский праздник «Гербер» проходил в следующих районах:
- 1992 — Алнашский район;
- 1993 — Можгинский район;
- 1994 — Киясовский район;
- 1995 — Шарканский район;
- 1996 — Завьяловский район;
- 1997 — Воткинский район;
- 1998 — Вавожский район;
- 1999 — Малопургинский район;
- 2000 — Селтинский район;
- 2001 — Глазовский район;
- 2002 — Якшур-Бодьинский район;
- 2003 — Игринский район;
- 2004 — Увинский район;
- 2005 — Кизнерский район;
- 2006 — Дебесский район;
- 2007 — Сарапульский район;
- 2008 — Балезинский район;
- 2009 — Завьяловский район;
- С 2010 года принято решение проводить праздник на территории Архитектурно-этнографического музея-заповедника «Лудорвай».
- 2015 — Кезский район;
- 2016 — Сюмсинский район (Бабьинские горы[2]);
- 2017 — Можгинский район
- 2018 — Увинский район
- 2019 — Игринский район (д. Малые Мазьги)

## Факты
- С 2015 года «Гербер» также проводится в Москве[3].
- Именем Gerber Catena названа цепь кратеров на карликовой планете Церера[4].